# Pretnja sa Alagale
Pretnja sa Alagale je redovna epizoda Marti Misterije premijerno objavljena u Srbiji u svesci #51. u izdanju Veselog četvrtka. Sveska je objavljena 10.10.2019. Koštala je 380 din (3,2 €; 3,6 $). Imala je 164 strane. Sama epizoda imala je 154 strane.  Epizodi je prethodiio kratak tekstualni uvod o Enriku Banjoli. (Ovo je poslednja epizoda koju je nacrtao Banjola, koji je preminuo 2012. god.) Na kraju sveske nalazi se tekst A. Kastelija "Iz utrobe Šri Lanke" o radovima Enrika Banole i njegovoj inspiraciji robotima (str. 159-162).

## Originalna epizoda
Originalna epizoda pod nazivom La minaccia di Allagalla objavljena je premijerno u br. 329. regularne edicije Marti Misterije koja je u Italiji u izdanju Bonelija izašla 10.10.2013. Epizodu je nacrtao Enriko Banjoli a scenario napisao Luiđi Minjako. Naslovnu stranu nacrtao Đankarlo Alesandrini. Koštala je 6,3 €.

## Kratak sadržaj
Grupa planinara nalazi na vrhu Alagale, planine u Šri Lanki. Prilikom zemljotresa propadaju u podzemnu laboratoriju gde nailaze na velike robote i maketu Nju Jorka iz 1946. godine. Pojavljuje se tajanstveni naučnik koji ih sve ubija, jer želi da zaštiti tajnost laboratorije.
Marti u pošti dobija dva kotura osmomilimetarske trake. Na kutiji velikim slovima piše ALAGALA, dok se na traci nalazi film iz četrdesetih godina na kome veliki roboti uništavaju Nju Jork. Marti šalje traku svom prijatelju da proveri kada je traka snimljena. Nakon što kupi štampu na kiosku, Martiju pažnju pronalazi u časopisu Weekly American News "Alagala se vratila". Tekst iz časopisa opisuje smrt u zemljotresu dvoje turista na vrhu Alagala u Šri Lanci, ali dodaje da zemljotres nije izazvan prirodnim načinom. Autor teksta zaključuje da se ime Alagala sne odnosi na planinu već na ogroman robot, koji je navodno nestao ispod istoimene planine.
Marti i Java posećuju profesorfa Frajmana iz sedišta Američke geofizičke unije, koji im objašnjava malo poznate uzroke zmeljotresa na Alagali i objašnjava da sličan zemljotres može da zadesi i Nju Jork. Prvi takav kratak zemljotres pogađa Nju Jork odmah nakon što Marti i Java napusre Frajmanovu kancelariju. Ovo dođađaji su povezani sa starim bogaljem, stanovnikom Kvinsa, koji očekuje još ovakvih zemljotresa i ucenu po kojoj će neko zatražiti veliki novac da ne bi Menhetn sravnio sa zemljom. Insp. Marti na kraju otkriva da zaista postoji uređaj koji može da izazove veštačke zemljotrese, dok Trevis počinju da stižu ucene za u milijardskim iznosima kako bi se izbegli budući zemljotresi. Marti na kraju dobija telefonski poziv od tajanstveng bogalja koji se predstavlja kao bivši urednik časopisa Weekly American News i saopštava Martiju da zna kako da izbegne naredni zemljotres.

## Enriko Banjola
Ovo je poslednja epizoda Marti Misterije koju je nacrtao Enriko Banjola (1925). Banjola je preminuo 2012. god. Počeo je sa epizodom Metalizirani ljudi 1985. godine (u Jugoslaviji izašla u LMS37). Nacrtao je ukupno 19 epizoda Marti Misterije. Od toga je prvih pet objavljeno u u LMS tokom osamdesetih, a poslednjih pet je objavio Veseli četvrtak u periodu 2008-2019. Prve radove objavljuje već 1946. u vidu stripa Pretnja sa Alagale u časopisu Dinamit.

## Značaj epizode
Veliki roboti koji se pojavljuju u ovoj epizodi predstavljaju inspiraciju Banjolinih stripova od najranijih radova koje je objavio u najranijoj fazi svog stvaralaštva kada je imao svega 20 godina. Banjola je nacrtao 12 epizoda za strip reviju Dinamit u kojoj naučnik komanduje vojskom veliki roboti brane na tadašnjem Cejlonu (danas Šri Lanka) i šalje ih na metropole imperijalističkih gradova kao osveta za okupaciju. Ove ideje inpisirale su delove ove epizode Marti Misterije. Veliki roboti inspirisali su i mnoge druge serijale, kao što su Zagorova priča o Titanu iz 1963. godine. U jednoj od prethodnih epizoda Marti Misterije (Il monstro d'acciaio) takođe se pojavljuje veliki robot.